# Pałac w Kłobuczynie
Pałac w Kłobuczynie – wybudowany w XVIII w. w Kłobuczynie.

## Położenie
Pałac położony jest we wsi w Polsce, w województwie dolnośląskim, w powiecie polkowickim, w gminie Gaworzyce.